# Макула (планетна номенклатура)
Макула (лат. Macula — пляма, мн. Maculae) — невелика темна область на поверхні небесного тіла (планети, супутника чи астероїда). Може мати будь-яку форму та походження. Цей термін використовується в планетній номенклатурі — входить до складу власних назв подібних деталей поверхні. У міжнародних (латинських) назвах він, як і інші родові терміни, пишеться з великої букви (наприклад, макула Ґанеші — Ganesa Macula).

## Природа макул
Природа різних макул різна і не завжди відома. Цей термін, як і інші терміни планетної номенклатури, описує лише зовнішній вигляд об'єкту і нічого не каже про його походження. Він навіть не завжди означає темний колір у видимому діапазоні: макули Титана виділені по інфрачервоному та радарному альбедо.
Макули Європи — це темні червонуваті плями різної форми та розміру. Сусідні деталі рельєфу в цих місцях можуть продовжуватися або змінюватися хаотичним нагромадженням уламків. Ймовірно, макули Європи з'явилися при взаємодії її підземного океану з поверхнею — глибинна вода з якихось причин виходила назовні. Далі вона могла стікти назад, залишивши темну пляму і майже не пошкодивши старий рельєф, або застигнути (зі збільшенням об'єму) між уламками старої кори, сильно змінивши рельєф.
Макули Титана мають різноманітний вигляд і, ймовірно, різне походження. Вони могли виникнути внаслідок кріовулканічних вивержень, метеоритних ударів чи бути залишком майже висохлих вуглеводневих озер.
На Тритоні є макули двох типів. Перший — це розмиті темні плями. Другий — темні плями складної неправильної форми, оточені яскравою смугою з різкими межами. Завдяки своїй формі вони отримали прізвиська «гриби» та «краплі» (лат. guttae). Розмір темної частини складає кількадесят кілометрів, а ширина світлих смуг — 20–30 км. Альбедо плям — близько 0,7, смуг — 0,9, а оточуючої поверхні — 0,85. Помітної рельєфності ці макули не мають. Вони виявлені на широтах 5–45° S — на південній полярній шапці або біля її межі. Такі макули не відомі ніде, крім Тритона, і є одними з найзагадковіших деталей його поверхні. Точних даних про їх склад та походження нема, але існує ряд гіпотез.

## Назви макул
Термін «макула» було введено у вжиток 1979 року після виявлення невеликих темних плям на детальних знімках Європи. Станом на 2014 рік найменовані макули та їх групи є на трьох супутниках: Європі (5), Титані (6) та Тритоні (7).
Макули на різних небесних тілах називають по-різному:
- на Європі — іменами земних місцевостей, пов'язаних з міфом про Європу;
- на Титані — на честь богів щастя, миру та злагоди з вірувань різних народів;
- на Тритоні — різними назвами, пов'язаними з водою, крім грецьких та римських.

Станом на серпень 2014 назви мають такі макули:
- на Європі: Boeotia Macula, Castalia Macula, Cyclades Macula, Thera Macula, Thrace Macula;
- на Титані: Eir Macula, Elpis Macula, Ganesa Macula, Omacatl Macula, Polaznik Macula, Polelya Macula;
- на Тритоні: Akupara Maculae, Doro Macula, Kikimora Maculae, Namazu Macula, Rem Maculae, Viviane Macula, Zin Maculae.